# Power Station (gruppo musicale taiwanese)
I Power Station (動力火車T, 动力火车S, Dònglì HuǒchēP) sono un gruppo musicale rock taiwanese, formata da due fratelli di nome Yu Chiu-hsin e Yen Chih-lin. La loro musica è caratterizzata da ballate rock veloci, come anche dai loro elettrizzanti inni rock. Il loro aspetto e i capelli lunghi si differenziano dagli standard della scena mandopop cinese, a causa della somiglianza con i musicisti heavy metal occidentali. Nel 2001, i Power Station hanno pubblicato il loro unico album, intitolato Walking along Jhonghsiao East Street nine times con l'etichetta discografica Grand Music (che più ha tardi è diventata HIM International Music). La traccia che dà il nome all'album (la versione cinese della canzone del 1997 "Takie tango" di Budka Suflera) ha vinto il secondo premio come "Miglior Canzone Mandarina" ai ventiquattresimi RTHK Top Ten Golden Song Awards.